# Marino Basso

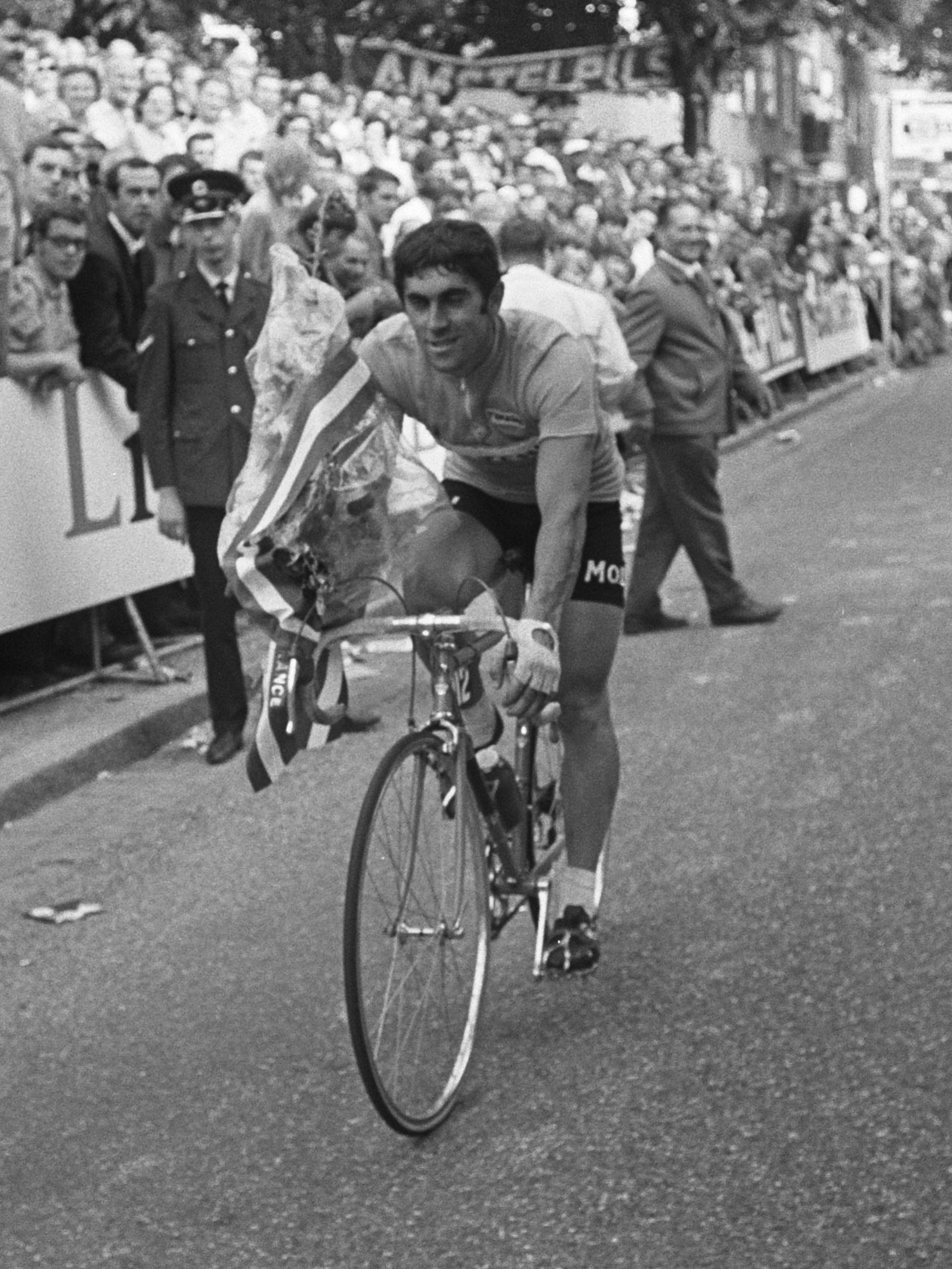
Marino Basso (1969)

Marino Basso (* 1. Juni 1945 in Rettorgole di Caldogno) ist ein ehemaliger italienischer Radrennfahrer.
Basso war ein Spurtspezialist und begann seine Profikarriere 1966 mit dem Gewinn der achten Etappe des Giro d’Italia. Bei der Tour de France 1967 gewann er zwei Etappen und kämpfte um den Gewinn des Grünen Trikots für den punktbesten Fahrer. Bis 1978 holte er insgesamt 80 Siege als Berufsfahrer, darunter den Titel des Profi-Weltmeisters im Straßenrennen 1972. Im selben Jahr wurde er auch italienischer Meister, als er in der Salvarani-Mannschaft um Felice Gimondi fuhr. Basso erzielte viele Siege in Eintagesrennen, darunter im Gran Premio Cemab 1968 und Genua–Nizza 1973. 
Bei der Tour de France gewann er sieben, beim Giro d’Italia zwölf und bei der Vuelta a España sechs Etappen. Auf der Bahn gewann er 1974 das Sechstagerennen von Castelgomberto mit Dieter Kemper als Partner. 
Noch im letzten Jahr seiner sportlichen Laufbahn konnte er zwei Straßenrennen gewinnen und zog sich 1978 im Alter von 33 Jahren vom aktiven Rennsport zurück. Danach baute Marino Basso mit seinen Brüdern Renato Basso und Alcide Basso die Firma Cicli Basso auf, die Fahrradrahmen herstellte. Seit Ende der 1990er Jahre war Marino Basso Teamleiter des italienischen Teams Amica-Chips.
Er ist nicht mit dem italienischen Radsportler Ivan Basso verwandt.

## Erfolge (Auszug)
| 1966 - eine Etappe Giro d’Italia 1967 - zwei Etappen Tour de France 1968 - eine Etappe Giro d’Italia - Mailand–Vignola 1969 - drei Etappen Giro d’Italia - eine Etappe Tour de France - Giro di Campania 1970 - drei Etappen Tour de France - zwei Etappen Giro d’Italia 1971 - drei Etappen und Punktewertung Giro d’Italia - Mailand–Vignola | 1972 - Weltmeister – Straßenrennen - eine Etappe Giro d’Italia - Italienischer Meister – Straßenrennen 1973 - Mailand–Vignola 1974 - eine Etappe Tour de France - Gran Premio Montelupo 1975 - sechs Etappen Vuelta a España 1976 - zwei Etappen Baskenland-Rundfahrt 1977 - eine Etappe Giro d’Italia |

## Cicli Basso
1981 gründeten die drei Gebrüder Basso den Fahrradhersteller bzw. -rahmenhersteller Cicli Basso. Die Firma war in Dueville in der Provinz Vicenza im Veneto ansässig. Renato Basso ist Geschäftsführer und Alcide Basso, der das Handwerk des Rahmenbaus erlernte ist für die technischen Bereiche zuständig. Ein Rahmenmodell der 1990er Jahre war nach dem Austragungsort Gap benannt, an dem Marino Basso 1972 Weltmeister wurde.